# 1980-as labdarúgó-Európa-bajnokság
Az 1980-as labdarúgó-Európa-bajnokság a futball történetének 6. Európa-bajnoksága volt. Olaszországban rendezték június 11. és 22. között.  Az Eb-t a nyugatnémet csapat nyerte, története során másodszor.
Ez volt az első olyan labdarúgó-Eb, melyen nyolc ország válogatottja vett részt. A rendező automatikus résztvevő volt, a többi hét csapat selejtezőkről jutott ki.
A résztvevők számának növelése miatt változtatásokra volt szükség. Két csoportot hoztak létre, mindkettőben 4–4 ország válogatottjával, melyben a csapatok körmérkőzést játszottak egymással. A csoportgyőztesek a döntőbe kerültek (ekkor még nem voltak elődöntők), a csoport-másodikok pedig a bronzmérkőzésen játszottak a harmadik helyért.
Az Európa-bajnokságok történetében utoljára játszottak meccset a harmadik helyért, amelyen Csehszlovákia egy maratoni tizenegyespárbajban 9–8-ra verte a házigazda olaszokat. A bronzmeccsen a csehszlovák kezdőcsapatban öt cseh, öt szlovák és egy magyar nemzetiségű játékos (Gőgh Kálmán) lépett pályára.

## Helyszínek
A mérkőzéseket az alábbi négy helyszínen játszották:
| Róma              | Milánó                  | Róma Milánó Nápoly Torino |
| Olimpiai Stadion  | Giuseppe Meazza Stadion | Róma Milánó Nápoly Torino |
| Férőhely: 66 341  | Férőhely: 83 141        | Róma Milánó Nápoly Torino |
|                   |                         | Róma Milánó Nápoly Torino |
| Nápoly            | Torino                  | Róma Milánó Nápoly Torino |
| San Paolo Stadion | Comunale Stadion        | Róma Milánó Nápoly Torino |
| Férőhely: 81 101  | Férőhely: 71 180        | Róma Milánó Nápoly Torino |
|                   |                         | Róma Milánó Nápoly Torino |

## Selejtezők
A selejtezőket 1978 májusától 1980 márciusáig játszották le. 31 válogatott vett részt. A házigazda Olaszország nem vett részt a selejtezőkben.
A csapatokat 7 csoportba sorsolták. Három darab ötcsapatos és négy darab négycsapatos csoportot alakítottak ki. A csapatok körmérkőzéses, oda-visszavágós rendszerben játszottak egymással. A csoportelsők kijutottak az Európa-bajnokságra.
A következő csapatok vettek részt az Európa-bajnokságon:
| Ország        | Kvalifikáció módja  | Kvalifikáció időpontja | Korábbi Európa-bajnoki részvételek |
| ------------- | ------------------- | ---------------------- | ---------------------------------- |
| Olaszország   | Rendező             | 1977. november 12.     | 1                                  |
| Görögország   | 6. csoport győztese | 1979. október 31.      | 0 (újonc)                          |
| Anglia        | 1. csoport győztese | 1979. november 21.     | 1                                  |
| Hollandia     | 4. csoport győztese | 1979. november 21.     | 1                                  |
| Csehszlovákia | 5. csoport győztese | 1979. november 24.     | 2                                  |
| NSZK          | 7. csoport győztese | 1979. december 22.     | 2                                  |
| Spanyolország | 3. csoport győztese | 1979. december 9.      | 1                                  |
| Belgium       | 2. csoport győztese | 1979. december 19.     | 1                                  |

## Játékvezetők
Az UEFA Játékvezető Bizottsága (JB) 1960-tól keresi azokat a módszereket, hogyan állapíthatja meg a játékvezetők értékelésének taktikáját. Kiváló formában – fizikai és szabályismereti, szabály alkalmazási – lévő, megbízható, kiegyensúlyozott teljesítményt nyújtó játékvezetők mellé, kipróbált, többszörösen ellenőrzött - de más-más nemzet képviseletében – partbírókat rendeltek. A játék dinamikus fejlődése egyre jobb fizikai adottságokkal rendelkező bírókat igényel, ezért elfogadva a FIFA JB 45 éves korhatári döntését fiatalabb játékvezetőket emelt ki. A sporttörténelem igazolta, hogy a váltás nem alakított ki tragikus szakmai visszaesést, a nemzetközi minősítéssel rendelkező bírók, a szabályok alkalmazása terén 95% feletti teljesítményre képesek. A következő lépés az volt, hogy a játékvezető mellé hazájának egy, egymás igényeit jól ismerő partbírót rendeljenek. Ezen a labdarúgó tornán alkalmazták először, figyelemmel a költségekre, a játékvezetői hármasokat. Európában kevés nemzet alakított ki vagy működtetett partbírói keretet, így még nem teljesülhetett a maximális elvárás, az együttműködési hibák minimuma. A hármasok egy-egy mérkőzésre kaptak megbízást. Az együttműködés hasonló eredményességgel járt, mint nemzeti szinten. A nemzeti szövetségek a nemzetközi feladatra kijelölt – meghívott – játékvezető mellé olyan játékvezetőket oszt be partbírónak, akivel a legjobban megértik egymást. A feladat előtt nemzeti szinten több mérkőzésen együttműködnek, hogy a nagy feladatnál eredményesebbek lehessenek. A torna idején nem tartották ott a közreműködő játékvezetőket, hanem az Európában szokásos küldési rendet alkalmazták, a sorsolás által összeállított mérkőzésekre előre kijelölték a játékvezetőt, a szövetségre bízva a partbírók kiválasztását. A Franciaországban rendezett VII., tornán újra a régi játékvezető küldési szisztémát alkalmazták. A Német Szövetségi Köztársaságban rendezett VIII., labdarúgó-Európa-bajnokságon egy játékvezetőt és egy nemzetbeli partbírót delegáltak, csak a harmadik személy volt idegen. A tornán a csapatok – a játékvezetők segédletével -, az eredményesség  érdekében a labdarúgás negatív arculatát mutatták meg: a durvaságok, a kíméletlen játék, a sportszerűtlenségek sorozata több mérkőzést tett élvezhetetlenné.
Mottó: a gyenge vagy rossz játékvezetés darabokra törheti az eredményességre való törekvést.
Az UEFA JB a torna mérkőzéseinek levezetésére 31 nemzeti szövetség 80 játékvezetőjét bízta meg – a labdarúgó-partbíróként tevékenykedő játékvezetők száma plusz 216 fő –, akik 108 találkozón, legjobb szakmai felkészültségükkel szolgálták a labdarúgást. A nemzeti szövetségek sorában a németek 9 bírója 14 mérkőzést vezetett, további 4 nemzet 4-4 játékvezetője 23 összecsapást koordinált, 3-3 bírót 8 nemzet, 2-2 mérkőzésvezetőt 13 nemzeti szövetség – köztük a magyarok – delegálhatott. Kettő bíró, a német Heinz Aldinger és a francia Robert Wurtz 4-4 mérkőzésen, 11 játékvezető 3-3 összecsapáson, közte az osztrák Erich Linemayr a bronzmeccset, a román Nicolae Rainea a döntőben is fontos szerepet kapott, 2-2 mérkőzést 11 játékvezető, közöttük Palotai Károly irányíthatott, a többség 74 bíró, egy találkozón szolgálta játékvezetőként a labdarúgást.
Játékvezetők
- Patrick Partridge
- Erich Linemayr
- Robert Wurtz
- Charles Corver
- Palotai Károly
- Adolf Prokop
- Heinz Aldinger
- Alberto Michelotti
- António Garrido
- Nicolae Rainea
- Brian McGinlay
- Hilmi Ok

## Csoportkör
Az időpontok helyi idő szerint (UTC+2) olvashatók.

Sorrend meghatározása
Az Európa-bajnokság csoportjaiban ha a csoportmérkőzések után két vagy több csapat azonos pontszámmal állt, akkor a következő pontok alapján állapították meg a sorrendet:
1. több pont az összes csoportmérkőzésen;
2. jobb gólkülönbség az összes csoportmérkőzésen;
3. több szerzett gól az összes csoportmérkőzésen;
4. sorsolás

### 1. csoport
| Hely. | Csapat        | M | Gy | D | V | G+ | G– | Gk | P | Továbbjutás   |
| ----- | ------------- | - | -- | - | - | -- | -- | -- | - | ------------- |
| 1.    | NSZK          | 3 | 2  | 1 | 0 | 4  | 2  | +2 | 5 | Döntő         |
| 2.    | Csehszlovákia | 3 | 1  | 1 | 1 | 4  | 3  | +1 | 3 | Bronzmérkőzés |
| 3.    | Hollandia     | 3 | 1  | 1 | 1 | 4  | 4  | 0  | 3 |               |
| 4.    | Görögország   | 3 | 0  | 1 | 2 | 1  | 4  | −3 | 1 |               |

| 1980. június 11. 17:45 |

| Csehszlovákia | 0–1                         | NSZK           |
| ------------- | --------------------------- | -------------- |
|               | (0–0) Jegyzőkönyv Részletek | Rummenigge 57' |

| Olimpiai Stadion, Róma Nézőszám: 11 059 Játékvezető: Alberto Michelotti (olasz) |

| 1980. június 11. 20:30 |

| Hollandia           | 1–0                         | Görögország |
| ------------------- | --------------------------- | ----------- |
| Kist 65' (11-esből) | (0–0) Jegyzőkönyv Részletek |             |

| San Paolo Stadion, Nápoly Nézőszám: 14 990 Játékvezető: Adolf Prokop (nyugatnémet) |

| 1980. június 14. 17:45 |

| NSZK               | 3–2                         | Hollandia                             |
| ------------------ | --------------------------- | ------------------------------------- |
| Allofs 20' 60' 65' | (1–0) Jegyzőkönyv Részletek | Rep 79' (11-esből) van de Kerkhof 85' |

| San Paolo Stadion, Nápoly Nézőszám: 26 546 Játékvezető: Robert Wurtz (francia) |

| 1980. június 14. 20:30 |

| Görögország       | 1–3                         | Csehszlovákia                   |
| ----------------- | --------------------------- | ------------------------------- |
| Anasztópulosz 14' | (1–2) Jegyzőkönyv Részletek | Panenka 6' Vízek 26' Nehoda 63' |

| Olimpiai Stadion, Róma Nézőszám: 4726 Játékvezető: Patrick Partridge (angol) |

| 1980. június 17. 17:45 |

| Hollandia | 1–1                         | Csehszlovákia |
| --------- | --------------------------- | ------------- |
| Kist 59'  | (0–1) Jegyzőkönyv Részletek | Nehoda 16'    |

| Giuseppe Meazza Stadion, Milánó Nézőszám: 11 889 Játékvezető: Hilmi Ok (török) |

| 1980. június 17. 20:30 |

| Görögország | 0–0                   | NSZK |
| ----------- | --------------------- | ---- |
|             | Jegyzőkönyv Részletek |      |

| Comunale Stadion, Torino Nézőszám: 13 901 Játékvezető: Brian McGinlay (skót) |

### 2. csoport
| Hely. | Csapat          | M | Gy | D | V | G+ | G– | Gk | P | Továbbjutás   |
| ----- | --------------- | - | -- | - | - | -- | -- | -- | - | ------------- |
| 1.    | Belgium         | 3 | 1  | 2 | 0 | 3  | 2  | +1 | 4 | Döntő         |
| 2.    | Olaszország (R) | 3 | 1  | 2 | 0 | 1  | 0  | +1 | 4 | Bronzmérkőzés |
| 3.    | Anglia          | 3 | 1  | 1 | 1 | 3  | 3  | 0  | 3 |               |
| 4.    | Spanyolország   | 3 | 0  | 1 | 2 | 2  | 4  | −2 | 1 |               |

| 1980. június 12. 17:45 |

| Belgium       | 1–1                         | Anglia      |
| ------------- | --------------------------- | ----------- |
| Ceulemans 29' | (1–1) Jegyzőkönyv Részletek | Wilkins 26' |

| Comunale Stadion, Torino Nézőszám: 15 186 Játékvezető: Heinz Aldinger (nyugatnémet) |

| 1980. június 12. 20:30 |

| Spanyolország | 0–0                   | Olaszország |
| ------------- | --------------------- | ----------- |
|               | Jegyzőkönyv Részletek |             |

| Giuseppe Meazza Stadion, Milánó Nézőszám: 46 816 Játékvezető: Palotai Károly (magyar) |

| 1980. június 15. 17:45 |

| Belgium              | 2–1                         | Spanyolország |
| -------------------- | --------------------------- | ------------- |
| Gerets 17' Cools 65' | (1–1) Jegyzőkönyv Részletek | Quini 36'     |

| Giuseppe Meazza Stadion, Milánó Nézőszám: 11 430 Játékvezető: Charles Corver (holland) |

| 1980. június 15. 20:30 |

| Anglia | 0–1                         | Olaszország  |
| ------ | --------------------------- | ------------ |
|        | (0–0) Jegyzőkönyv Részletek | Tardelli 79' |

| Comunale Stadion, Torino Nézőszám: 59 646 Játékvezető: Nicolae Rainea (román) |

| 1980. június 18. 17:45 |

| Spanyolország       | 1–2                         | Anglia                    |
| ------------------- | --------------------------- | ------------------------- |
| Dani 48' (11-esből) | (0–1) Jegyzőkönyv Részletek | Brooking 19' Woodcock 61' |

| San Paolo Stadion, Nápoly Nézőszám: 14 440 Játékvezető: Erich Linemayr (osztrák) |

| 1980. június 18. 20:30 |

| Olaszország | 0–0                   | Belgium |
| ----------- | --------------------- | ------- |
|             | Jegyzőkönyv Részletek |         |

| Olimpiai Stadion, Róma Nézőszám: 42 318 Játékvezető: António Garrido (portugál) |

## Helyosztók

### Bronzmérkőzés
| 1980. június 21. 20:30 |

| Csehszlovákia                                                   | 1–1 (h. u.)                 | Olaszország                                                                |
| --------------------------------------------------------------- | --------------------------- | -------------------------------------------------------------------------- |
| Jurkemik 54'                                                    | (0–0, 1–1, 1–1) Jegyzőkönyv | Graziani 73'                                                               |
| Büntetőpárbaj                                                   |                             |                                                                            |
| Barmoš Kozák Gajdůšek Gőgh Panenka Jurkemik Ondruš Nehoda Masný | 9–8                         | Tardelli Scirea Graziani Benetti Cabrini Baresi Altobelli Causio Collovati |

| San Paolo Stadion, Nápoly Nézőszám: 24 652 Játékvezető: Erich Linemayr (osztrák) |

### Döntő
| 1980. június 22. 20:30 |

| Belgium                     | 1–2               | NSZK             |
| --------------------------- | ----------------- | ---------------- |
| Vandereycken 75' (11-esből) | (0–1) Jegyzőkönyv | Hrubesch 10' 88' |

| Olimpiai Stadion, Róma Nézőszám: 47 864 Játékvezető: Nicolae Rainea (román) |

| Az 1980-as labdarúgó-Európa-bajnokság győztese |
| ---------------------------------------------- |
| · NSZK · 2. cím                                |

## Statisztikák

### Gólszerzők
3 gólos
- Klaus Allofs

2 gólos
- Zdeněk Nehoda
- Kees Kist
- Horst Hrubesch

1 gólos
- Trevor Brooking
- Ray Wilkins
- Tony Woodcock
- Jan Ceulemans
- Julien Cools
- Eric Gerets
- René Vandereycken
- Ladislav Jurkemik
- Antonín Panenka
- Ladislav Vízek
- Níkosz Anasztópulosz
- Johnny Rep
- Willy van de Kerkhof
- Karl-Heinz Rummenigge
- Francesco Graziani
- Marco Tardelli
- Quini
- Daniel Ruiz

### Végeredmény
Az első négy helyezett utáni sorrend nem tekinthető hivatalosnak, mivel ezekért a helyekért nem játszottak mérkőzéseket. Ezért e helyezések meghatározásához az alábbiak lettek figyelembe véve:

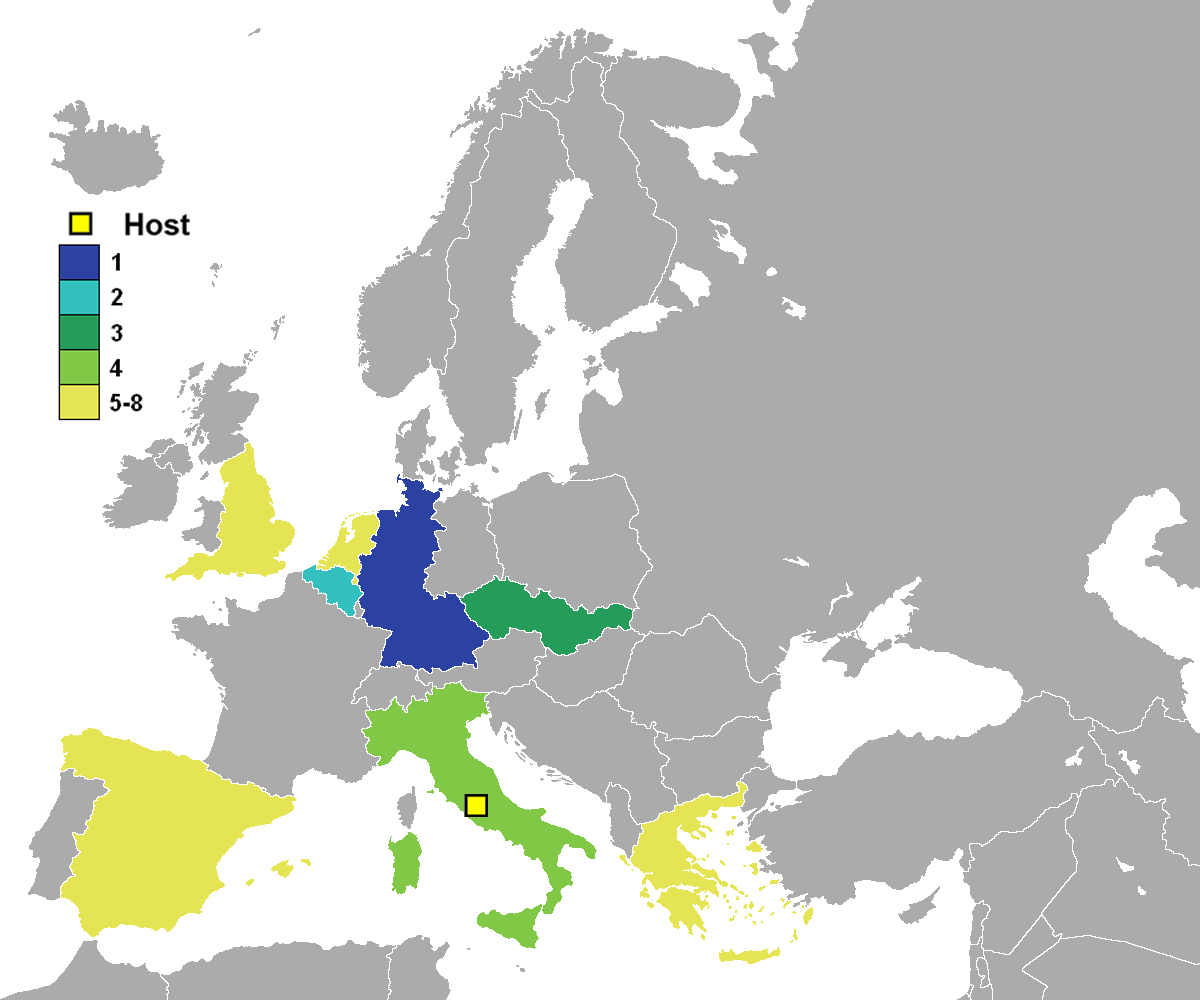
Az 1980-as labdarúgó-Európa-bajnokságon részt vevő országok helyezései

1. több szerzett pont (a 11-esekkel eldöntött találkozó a hosszabbítást követő eredménnyel, döntetlenként van feltüntetve)
2. jobb gólkülönbség
3. több szerzett gól

| Hely. | Csapat          | M | Gy | D | V | G+ | G– | Gk | P |
| ----- | --------------- | - | -- | - | - | -- | -- | -- | - |
|       | NSZK            | 4 | 3  | 1 | 0 | 6  | 3  | +3 | 7 |
|       | Belgium         | 4 | 1  | 2 | 1 | 4  | 4  | 0  | 4 |
|       | Csehszlovákia   | 4 | 1  | 2 | 1 | 5  | 4  | +1 | 4 |
| 4.    | Olaszország (R) | 4 | 1  | 3 | 0 | 2  | 0  | +2 | 5 |
|       |                 |   |    |   |   |    |    |    |   |
| 5.    | Hollandia       | 3 | 1  | 1 | 1 | 4  | 4  | 0  | 3 |
| 6.    | Anglia          | 3 | 1  | 1 | 1 | 3  | 3  | 0  | 3 |
| 7.    | Spanyolország   | 3 | 0  | 1 | 2 | 2  | 4  | −2 | 1 |
| 8.    | Görögország     | 3 | 0  | 1 | 2 | 1  | 4  | −3 | 1 |